# Josep Cau

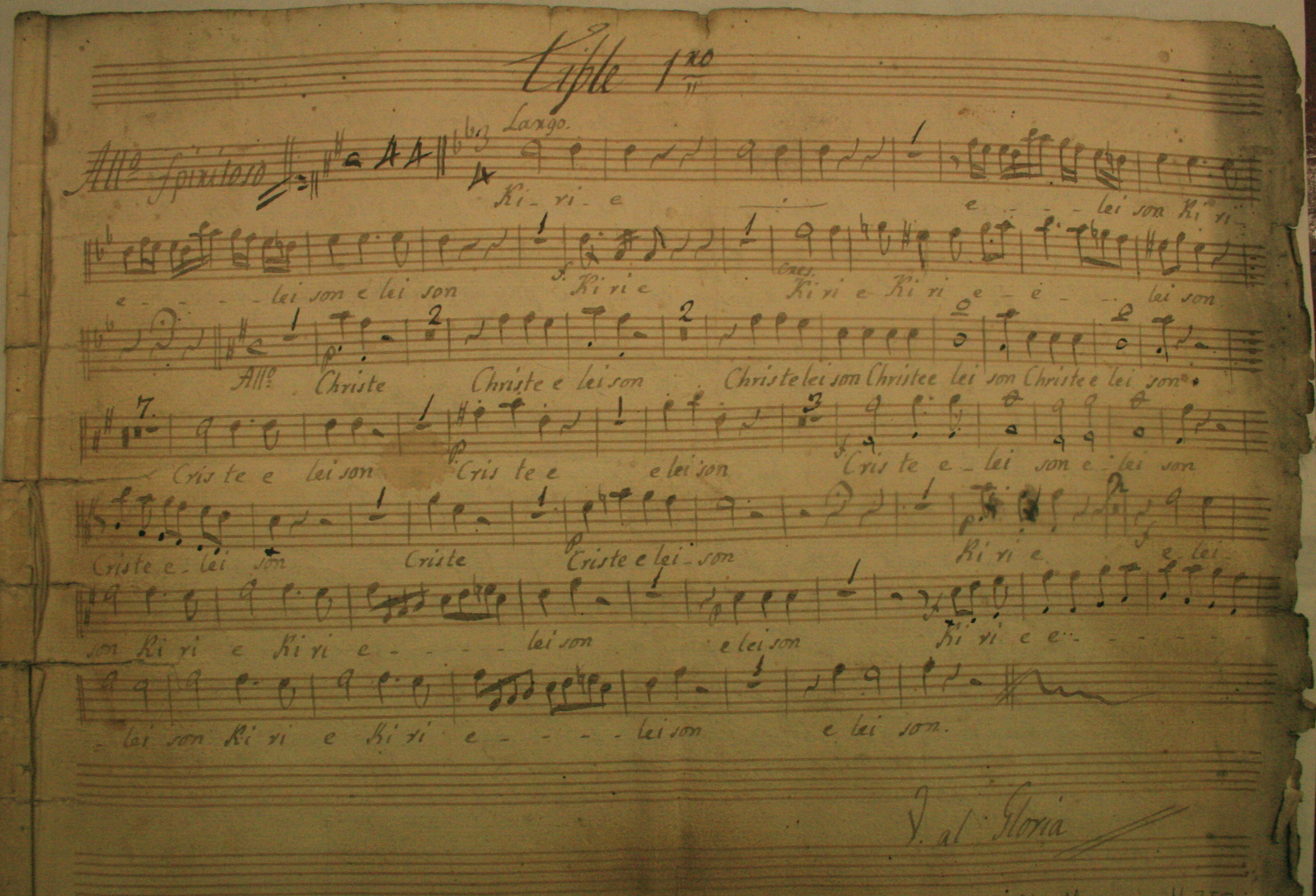
Part del tiple primer d'una missa de Josep Cau

Josep Cau (Barcelona, 1770 - 1812) fou un compositor català del Classicisme.
Va ocupar el càrrec de mestre de capella a la basílica de Santa Maria del Mar de Barcelona a partir del 1792, any que mor Pere Antoni Monlleó, qui ocupava el càrrec anteriorment.
Va compondre diversos oratoris i misses, destacant entre els primers els de Sant Eloi, la Puríssima Concepció i els que dedicà a la beatificació de Sant Josep Oriol. Entre les misses és rellevant una de caràcter pagerol, que es va interpretar durant molts anys i que va ser escrita per ser executada davant dels reis Carles IV i Maria Lluïsa de Borbó l'any 1802.
Es conserven obres seves als fons musicals de la catedral de Girona (GirC), de la Catedral de Tarragona (TarC), de l'església parroquial de Sant Esteve d'Olot (OloSE), de la col·legiata de Sant Feliu de Girona (GirFel) i de la Capella de Música de Santa Maria de Mataró (MatSM) d'entre altres.